# Correos de Cuba
Correos de Cuba, oficialmente Grupo Empresarial Correos de Cuba, es la entidad estatal de servicios de mayor capilaridad del país. Es el Operador Designado por el Estado cubano para garantizar el Servicio Postal Universal (SPU) en todo el territorio nacional, a todos los ciudadanos, a precios asequibles y con adecuado nivel de calidad, así como otros servicios de valor añadido a cuenta de terceros, con la finalidad de lograr la máxima satisfacción de la sociedad cubana y su integración con el mundo. De ahí su lema: Correos de Cuba ¡Al servicio de todos!

## Historia
En su primer viaje al llamado Nuevo Mundo, Cristóbal Colón trajo consigo la primera carta de que se tiene noticias en la historia de América, que iba dirigida "AI Gran Khan" (Ojan), Rey de Reyes, o a cualquier otro príncipe soberano y la firmaban los reyes católicos.
Dicha carta, fechada el 3 de abril de 1492, estaba custodiada por el correo Luis de Torre, judío converso e intérprete de quien se dotó la expedición de Colón. En ella los Reyes de España ofrecían su amistad a quien llamaban "amigo carísimo" y le añadían "hemos sabido que estáis de ánimo y mejor voluntad hacia nosotros y nuestro reino”.
En forma inversa, el 30 de enero de 1494, Colón envía a España la primera carta escrita por un europeo en el Nuevo Mundo.
El servicio postal entre Cuba y la metrópolis Española comienza con la conquista y colonización, pero los correos entre ambos territorios fueron escasos e irregulares hasta mediados del siglo XVIII, cosa lógica y debido fundamentalmente al escaso desarrollo de la economía insular y a los pocos y pequeños medios de transporte que eran empleados en aquel entonces.
La toma de La Habana por los ingleses, entre 1762 y 1763, y el auge comercial que ese hecho histórico trajo aparejado, constituyó el punto de partida del desarrollo experimentado posteriormente por el servicio postal en la Isla, ampliándose considerablemente durante la dominación inglesa.
Ya en el XVIII se dieron los primeros pasos para la organización de un servicio postal regular, que garantizara las comunicaciones en los distintos poblados.
El servicio postal en Cuba nace oficialmente el 1.º de marzo del año 1756, al ser creado el Oficio de Correo Mayor por un Decreto Real.
Durante la administración del señor Santiago Capetillo y Nocedal, quien fuera nombrado Director de Correos de la Isla en 1839, se introdujeron notables mejoras en el servicio del correo, siendo las más significativas el uso del ferrocarril como medio de transportación postal y la introducción en 1842, por decisión del director general de Correos de  España,  de los primeros cuños con las fechas de expedición y recepción, a fin de controlar los tiempos de tramitación de los envíos postales.
En 1840, la Administración del Ferrocarril Habana-Güines, solicitó autorización para la construcción de una línea telegráfica entre esos dos puntos, pero la misma fue denegada por considerar las autoridades españolas que el invento de Morse era más reciente y la solicitud no estaba patentada, ni ofrecía garantías. En 1851, finalmente se concede dicha autorización a manera de prueba para instalar una línea entre la Plaza de Monserrate y el Teatro Villa Nueva de La Habana. Esta prueba fue satisfactoria y dos años más tarde, en 1853, se inauguró la primera línea telegráfica en el tramo entre La Habana y Bejucal, como inicio de un plan de comunicaciones.
Los aparatos que se utilizaron hasta la primera intervención norteamericana de 1899 fueron los del sistema Morse, que empleaban una cinta de papel donde salían perforados los puntos y las rayas que conformaban las letras del alfabeto. Este sistema resultaba muy lento y costoso.
La primera agencia telegráfica que existió en La Habana fue instalada en 1853 en una pequeña casa de madera ubicada frente al Parque Central, la que en honor de su fundador llevó el nombre de “Cañedo”.
Para 1862 las principales líneas telegráficas llegaban desde La Habana hasta Pinar del Río, Matanzas, Villa Clara y Camagüey; y dos años más tarde se prolongaron hasta Santiago de Cuba.

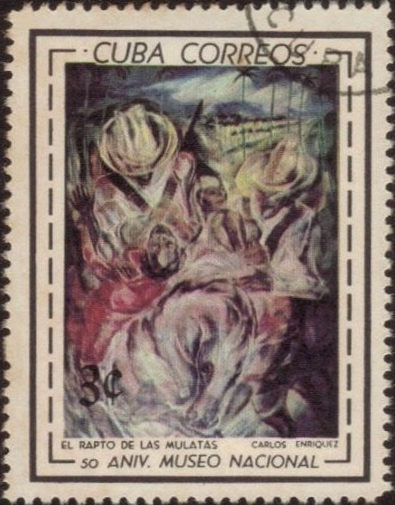
Sello cubano en el primer decenio de la Revolución. Aniversario del Museo Nacional.

Un hecho a resaltar dentro de la historia postal cubana fue la introducción, el 24 de abril de 1855, del sistema del franqueo previo por medio del sello postal adhesivo, lo que trajo aparejado la utilización de los llamados canceladores.
El 19 de noviembre de 1855 fue inaugurado en La Habana un nuevo servicio postal con la ubicación de buzones en diferentes puntos de la ciudad y la utilización de carteros para la distribución del correo a domicilio.
Durante las guerras por la independencia de Cuba funcionó dentro del Ejército Libertador (Mambí), un eficaz sistema de correos estructurado por el patriota Vicente Mora Pera.
En el año 1867 fue tendido un cable marítimo entre Cuba y Estados Unidos (en La Florida) y al año siguiente se conceden los permisos necesarios para extenderlo hasta Puerto Rico, México, Panamá y la costa de América del Sur.
El 1.º de mayo de 1877, Cuba ingresa a la Unión Postal Universal (UPU), organización que rige la actividad postal a nivel internacional y cuya sede radica en Berna (Suiza). A partir de entonces el correo cubano fue alcanzando paulatinamente considerables mejoras en sus servicios y la regularización de las comunicaciones postales de la Isla con el extranjero.
Para el año 1886 Cuba ya contaba con 29 estaciones de telégrafos y al terminar la primera guerra por la independencia (1878) había 72 oficinas de ese tipo.
Durante la República Neocolonial (1902-1958) el correo cubano fue evolucionando acorde con el propio desarrollo económico y social de la nación, llegando a alcanzar en ese periodo histórico una adecuada estructura y organización.
Luego del triunfo de la Revolución Cubana, el 1.º de enero de 1959, se inicia una nueva etapa de auge y desarrollo de los servicios postales en la Isla.
En 1960 se crea la Empresa de Correos y Telégrafos, de proyección nacional, la cual heredó de la república neocolonial un correo bien organizado y estructurado, aunque con un bajo nivel de desarrollo en sus redes de atención a los clientes y en la gestión de entrega.
Entre los años 1960 y 1961 se implementa un plan de vinculación postal de cada una de las localidades del país (suburbanas y rurales) y se implementa y comienza a desarrollar una extensa red de cartería rural.
En 1962 se inicia la primera revolución tecnológica del correo cubano, al restablecerse y ampliarse las redes de cables de cobre, que en su mayoría estaba en muy mal estado. Se introducen en el país los primeros sistemas de teletipos simplex y dúplex, que enlazan a la capital con las cabeceras de las antiguas seis provincias y la Isla de Pinos, además de las ciudades de Cienfuegos, Sancti Spíritus, Ciego de Ávila, Holguín y Bayamo.
En 1964 se inaugura la Oficina de Cambio Internacional (OCI) y el Centro de Clasificación Nacional para el procesamiento de los envíos postales.
A partir de 1990, como consecuencia del Período Especial, se debilita notablemente el servicio postal cubano.
En el año 1994 se producen importantes cambios estructurales y organizacionales en el sistema de comunicaciones del país, creándose tres grandes empresas de carácter nacional: la Empresa de Telecomunicaciones de Cuba (ETECSA), la Empresa de Radiocuba y la Empresa de Correos de Cuba (ECC).
A fin de lograr mayor calidad y eficiencia en la prestación de sus servicios, a partir del año 1999 la Empresa de Correos de Cuba comienza un proceso de informatización digital de sus oficinas de correos.
En el 2008 se acelera el proceso de informatización de las oficinas de correos hasta lograr la eliminación de la transmisión y recepción por la red telegráfica nacional, quedando únicamente la transmisión a través de la red de mensajería electrónica o transmisión de datos, lográndose mayor inmediatez y calidad en los servicios a los clientes.
A partir del 2010, con el nacimiento y desarrollo del Sistema Integrado de Gestión y Administración Postal (SIP), como sistema informático doméstico y herramienta creada por especialistas de la Empresa de Correos de Cuba, se perfecciona el registro, procesamiento y control de la información sobre los servicios del correo cubano, para la mejora continua de la calidad del servicio.
En mayo de 2013 y luego de un profundo y complejo proceso de reorganización empresarial, en conformidad con los Lineamientos de la Política Económica y Social del Partido y la Revolución, aprobados en abril del 2011 por el 6.º Congreso del Partido Comunista de Cuba para perfeccionar el modelo económico socialista cubano, se extingue a la Empresa de Correos de Cuba (ECC) y nace la Organización Superior de Dirección Empresarial (OSDE) denominada Grupo Empresarial Correos de Cuba (GECC), como operador designado por el Estado cubano para garantizar en todo el territorio nacional el servicio postal universal y otros servicios relacionados de valor añadido a cuenta de terceros, con la finalidad de lograr la máxima satisfacción de la sociedad cubana y su integración con el mundo.
Cuba mantiene intercambio postal con 192 naciones y, además de ser signataria de las Actas y Convenios Internacionales de la Unión Postal Universal (UPU), organismo especializado de las Naciones Unidas, que como Estado está comprometido a cumplirlos, es también miembro activo de la Unión Postal de las Américas, España y Portugal (UPAEP), organización regional cuya sede radica en Montevideo (Uruguay) y que, integrada por los países americanos, junto a España y Portugal, dentro del marco de las normas y convenios establecidos por la UPU, para la coordinación y garantía de los servicios postales a los ciudadanos de esas naciones y de la Unión Postal del Caribe (CPU por sus siglas en inglés), organización que agrupa a países de habla inglesa, francesa, española y holandesa de la región.
A lo largo de todos esos años Cuba ha mantenido una consecuente, sistemática y activa participación en los organismos internacionales postales, reconociéndose su papel y solidez en la defensa de posiciones favorables no sólo para nuestro país, sino también para el resto de los países menos desarrollados.

## Estructura
La OSDE Grupo Empresarial Correos de Cuba (GECC) cuenta con empresas, oficinas de correos, sucursales y ventanillos a lo largo y ancho de toda la Isla, incluyendo en los puntos más recónditos del país.
La organización está integrada por 20 empresas, 18 de ellas son Empresas de Correos Territoriales, ubicadas una en cada provincia, incluyendo en el municipio especial Isla de La Juventud y tres en La Habana, delimitadas para la atención de las oficinas de correos de los municipios del Centro, el Este y el Oeste de la capital, en las que se brinda el servicio postal universal y otros servicios de valor añadido a cuenta de terceros.

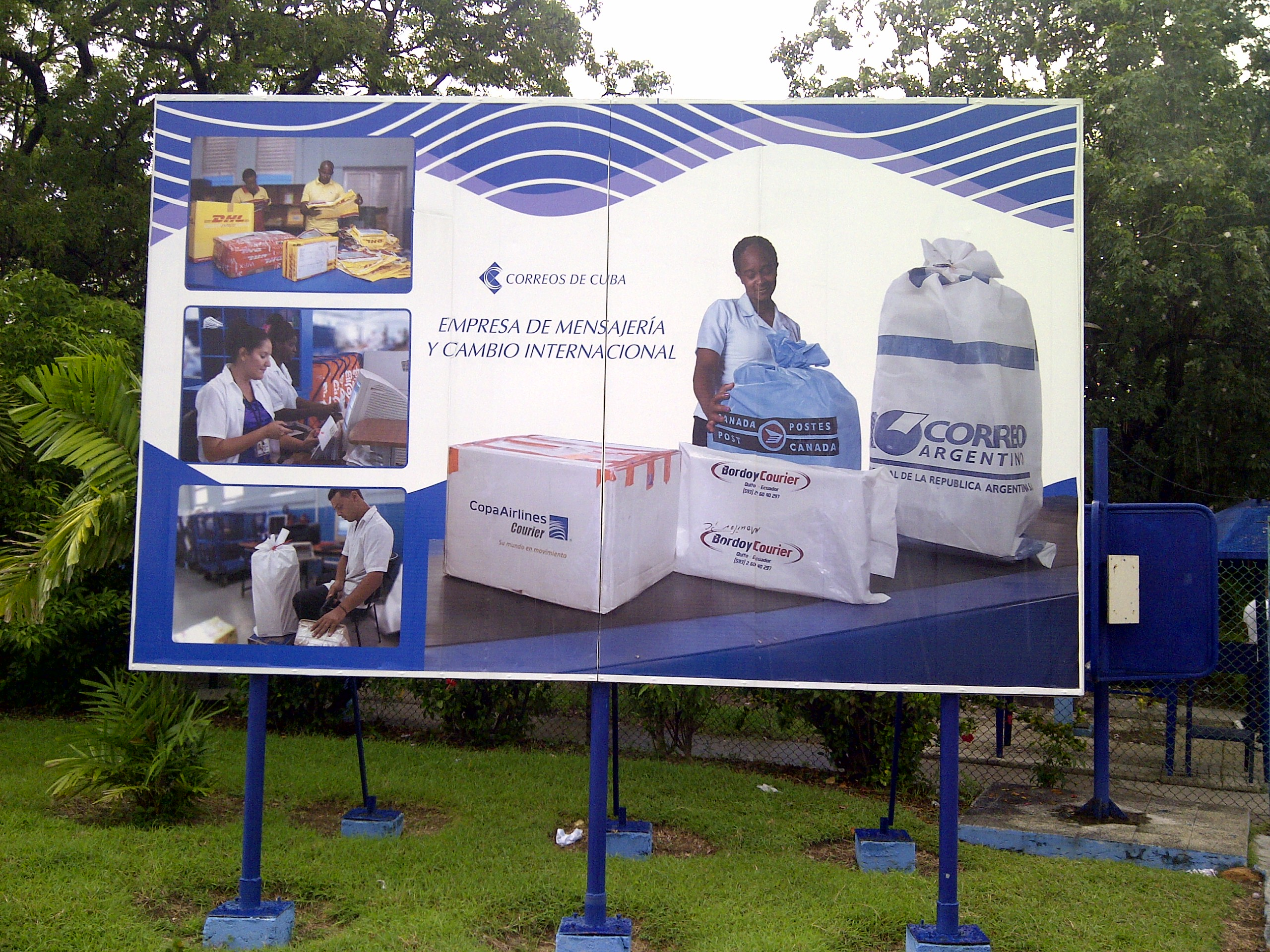
Empresa de Mensajería y Cambio Internacional (EMCI).

Cuenta también con una Empresa de Mensajería y Cambio Internacional (EMCI), que brinda servicios de importación y exportación de correspondencia y envíos postales internacionales, de mensajería y paquetería expresa, aduanales y transitarios, así como asegura el correo oficial a los organismos y organizaciones del Estado cubano.
Dispone además de una Empresa de Aseguramiento General (EAG), que garantiza la logística del correo cubano y brinda también otros servicios a la organización y a otras entidades del país.
Correos de Cuba agrupa a 812 oficinas de correos, sucursales y ventanillos, de ellas 572 informatizadas y conectadas a la red del Sistema Integrado Postal (SIP), sistema informático doméstico para el registro y control de las operaciones postales.
Tiene además con una Oficina de Cambio Internacional (OCI) en La Habana, subordinada a la Empresa de Mensajería, donde se procesan los envíos postales internacionales que entran y salen del país.
Dispone de 18 Centros de Clasificación Territoriales; 23 Centros de Distribución Domiciliaria; 84 Puntos de Venta; 47 Salas de Navegación; 1499 Buzones; 2817 Carteros; y 1844 Agentes Postales y 574 Kiosqueros para la comercialización de prensa, publicaciones y otros servicios.
Desde el año 2013 el presidente del Grupo Empresarial Correos de Cuba es el Msc. Carlos Jesús Asencio Valerino y desde 2019 su vicepresidente primero el Msc. Eldis Jesús Vargas Camejo.

## Misión
Es una organización superior de dirección empresarial (OSDE) denominada Grupo Empresarial Correos de Cuba (GECC) e integrada por 20 empresas, cuya tarea principal es cumplir su responsabilidad como Operador Designado por el Estado cubano para garantizar el Servicio Postal Universal y otros servicios relacionados de valor añadido, con la finalidad de lograr la máxima satisfacción de la sociedad cubana y su integración con el mundo.

## Visión
Es un Grupo Empresarial que garantiza la prestación del Servicio Postal Universal y otros servicios asociados de alto impacto social y económico,  con elevados índices de calidad, asegurando su rentabilidad y eficacia, empleando tecnologías de avanzada, con trabajadores motivados y desarrollados profesionalmente que contribuyen al resultado exitoso y al desarrollo continuo de la actividad postal y que gozan de un alto reconocimiento social.

## Servicios y productos que ofrece Correos de Cuba
Servicios Postales Universales
- Correspondencia ordinaria y certificada, nacional e internacional.
- Telegramas nacionales.
- Imposición y entrega de encomiendas (bultos) postales nacionales e internacionales.
- Imposición y pago de giros nacionales.
- Pago de giros internacionales.
- Imposición de documentos bancarios.
- Suscripción y entrega a domicilio de prensa y publicaciones.
- Porte pagado a entidades.
- Entrega de paquete fiscal.
- Correo Oficial.
- Arrendamiento de apartados y gavetas postales.
- Arrendamiento y carga de máquinas franqueadoras.
Ventas
- Prensa.
- Publicaciones.
- Tarjetas telefónicas.
- Sellos y accesorios de filatelia.
- Postales no franqueadas.
- Almanaques.
- Medios de oficina.
- Medios y accesorios de computación.
Servicios de ventas de especies timbradas
- Sellos.
- Sobres franqueados.
- Postales franqueadas.
- Aerogramas.
Servicios a terceros
- Pago de seguridad social.
- Pago de asistencia social.
- Cobro de adeudos al Banco.
- Cobro de factura de electricidad.
- Cobro de factura telefónica.
- Cobro de factura de vivienda.
- De transportación.
Servicios de Mensajería y Cambio Internacional
- Servicio de mensajería expresa.
- Servicios aduanales y transitarios.
Otros servicios
- De documentación.
- Salas de navegación.

## Plataformas del Grupo Empresarial Correos de Cuba en Internet y las redes sociales
•	Sitio web: http://www.correos.cu
•	Página en Facebook: Grupo Empresarial Correos de Cuba 
•	Cuenta en Twitter: @CorreosdeCuba
•	Canal en YouTube: Grupo Empresarial Correos de Cuba
•	Blog de Correos de Cuba en la plataforma Reflejos de la Red Cuba: correosdecuba.cubava.cu
•	Número Telefónico de Correos de Cuba: 80244644 (funciona 24 horas del día y los 7 días de la semana)  